# Яшаргил, Гази
Махму́т Гази́ Яшарги́л (тур. Mahmut Gazi Yaşargil; 6 июля 1925, Лидже, Диярбакыр — 10 июня 2025[…], Швейцария) — турецкий и швейцарский нейрохирург. Один из основателей современной микронейрохирургии. Яшаргил лечил эпилепсию и опухоли головного мозга с помощью инструментов собственного изобретения. С 1953 по 1993 год был профессором и заведующим кафедрой нейрохирургии Цюрихского университета. В 1999 году на ежегодном Конгрессе нейрохирургов он был назван «Человеком века в период 1950—1999 гг.» (англ. Man of the Century 1950–2000).

## Личная жизнь
Был женат на Дайан Бадер-Гибсон Яшаргил, которая была его ассистирующей медсестрой с 1973 года.

## Образование и карьера
После окончания Лицея Ататюрка, в 1943 году эмигрировал в Германский Рейх, где около полугода работал помощником медбрата в Наумбурге, затем с 1944 до апреля 1945 года учился в Йенском университете имени Фридриха Шиллера; будучи вынужденным покинуть Германию, закончил обучение в Базельском университете. В 1950 году окончил медицинское отделение Базельского университета. Проходил резидентуру по психиатрии. С 1953 года работал в Цюрихском университете. Его талант в создании микрохирургической техники для использования в цереброваскулярной нейрохирургии помог достичь результатов в лечении пациентов, которые были ранее неоперабельными. В 1964 году получил швейцарское гражданство.
С октября 1965 года проходил двухгодичную стажировку в сосудистой микрохирургии под руководством Рэймонда Донаги (англ. Raymond Madiford Peardon Donaghy, 1910—1991) в Берлингтоне, штат Вермонт. В 1967 году возвратился в Цюрихский университет. В 1969 году Яшаргил стал доцентом, а в 1973 году профессором и заведующим кафедрой нейрохирургии Цюрихского университета под руководством своего наставника, профессора Крайенбюля. В течение следующих 20 лет, он проводил лабораторные опыты и клинические исследования микрометодов, выполнив 7500 нейрохирургических операций, вплоть до своей отставки в 1993 году. В 1973—1975 годах — президент нейрохирургического общества Швейцарии.
В 1994—2013 годах Яшаргил был профессором нейрохирургии в Медицинском колледже Университета Арканзаса в Литл-Роке, где вёл активные исследования в микронейрохирургии и преподавал; с 2013 года — эмеритированный профессор. С 2015 года, будучи на пенсии, преподавал в Университете Едитепе в Стамбуле.
Вместе с Харви Кушингом Яшаргил был признан одним из величайших нейрохирургов XX века. В своей исследовательской лаборатории в Цюрихе он подготовил около 3000 коллег со всех континентов, представителей все хирургических специальностей. Он помог трём поколениям нейрохирургов определить новые возможности нейрохирургии, а затем продемонстрировал пути их достижения.
Скончался 11 июня 2025 года, не дожив меньше месяца до столетнего юбилея.

## Награды
- 2000 — Государственная медаль Турецкой Республики «За выдающиеся заслуги»[тур.][13]

## Публикации
Яшаргил опубликовал более 330 статей и 13 монографий. Шеститомник публикаций по микронейрохирургии (1984—1996, Georg Thieme Verlag Stuttgart-New York) составил всеобъемлющий обзор обширного опыта и большой вклад в литературу по нейрохирургии.